# 세르게이 이바노프 (정치인)
세르게이 보리소비치 이바노프(러시아어: Сергей Борисович Иванов, 1953년 1월 31일 - )는 러시아 연방의 정치인이자 러시아 연방 최초 민간인 출신 국방부 장관이고 예비역 연방보안군 상장이며, 러시아 연방 대통령 환경보호교통 전권 특별대표다. 1953년 1월 31일, 소비에트 사회주의 공화국 연방의 러시아 소비에트 사회주의 연방공화국의 레닌그라드(현재의 상트페테르부르크)에서 태어났다. 블라디미르 푸틴 러시아 연방 대통령 정권과 함께 러시아 연방 정계에 진출한 국가보안위원회를 비롯한 정보 기관이나 군대 출신자를 중심으로 하는 실로비키(러시아어: Силовики)의 대표격 인물이다. 
2005년 11월, 러시아 연방정부 제2부의장에 임명되었다. 1998년 당시 현 러시아 연방정부 의장인 블라디미르 푸틴이 러시아 연방보안국 국장이었을 때, 그의 곁에서 부원장 직책을 수행하기도 하였으며 이후 푸틴 집권 1기, 2기 정부에서 러시아 연방 국방부 장관을 겸임한 바 있다. 2007년부터 2008년까지 러시아 연방정부 제1부의장직을 역임했고, 2011년부터 2016년까지 러시아 연방 대통령행정실 실장을 지냈으며, 2016년부터 현재까지 러시아 연방 대통령 환경보호교통 전권 특별대표로 활동하고 있다.
| 전임 블라디미르 푸틴 | 러시아 안전보장회의 서기 1999년 11월 15일 ~ 2001년 3월 28일 | 후임 블라디미르 루샤일로 |

| 전임 이고리 세르게예프 | 러시아 국방장관 2001년 3월 28일 ~ 2007년 2월 15일 | 후임 아나톨리 세르듀코프 |

| 전임 드미트리 메드베데프 | 러시아 부총리 알렉산드르 주코프와 공동 2006년 ~ 2007년 | 후임 알렉산드르 주코프 세르게이 나리시킨 |

| 전임 드미트리 메드베데프 | 러시아 제1 부총리 드미트리 메드베데프와 공동 2007년 2월 15일 ~ 2008년 5월 7일 | 후임 빅토르 줍코프 이고리 슈발로프 |

| 전임 드미트리 메드베데프 | 러시아 부총리 알렉산드르 주코프, 알렉세이 쿠드린, 이고리 세친, 세르게이 소뱌닌과 공동 2008년 ~ 현재 | 후임 (현직) |

| 전임 세르게이 나리시킨 | 러시아 대통령 행정실장 2011년 12월 22일 ~ 2016년 8월 12일 | 후임 안톤 베니노 |